# Irma Testa
Irma Testa (Torre Annunziata, 28 dicembre 1997) è una pugile italiana della categoria dei pesi leggeri, medaglia di bronzo ai Giochi di Tokyo 2020, la prima nella storia del pugilato femminile italiano. È stata inoltre la prima pugile italiana a partecipare ad una Olimpiade, in occasione dei Giochi di Rio de Janeiro 2016.
Soprannominata Butterfly per la sua agilità e leggiadria nei movimenti, nel 2019 si è laureata campionessa europea nella categoria dei pesi piuma e nel 2023 campionessa del mondo nella stessa categoria.

## Biografia
Inizia a frequentare la palestra e ad allenarsi all'età di dodici anni, mostrando subito propensione per il pugilato. Scoperta dal maestro Lucio Zurlo della Boxe Vesuviana di Torre Annunziata, inizia a gareggiare all'età di quattordici anni. Il 5 giugno 2015 si arruola nella Polizia di Stato ed entra a far parte del Gruppo Sportivo Fiamme Oro.
Nel 2018 è stata protagonista del docufilm Butterfly, diretto da Alessandro Cassigoli e Casey Kauffman e presentato in concorso alla Festa del Cinema di Roma nella sezione "Alice nella Città", che narra l'ascesa dell'atleta fino al raggiungimento della qualificazione alle Olimpiadi di Rio de Janeiro 2016 e tutte le vicissitudini personali vissute dopo la sconfitta nel torneo olimpico. Nel 2021 fa coming out dichiarando la propria omosessualità. Nello stesso anno scrive la prefazione di un romanzo per ragazzi, Non fate arrabbiare Petra, edito da Paoline.
Nel 2025, in coppia con sua sorella Lucia, ha partecipato come concorrente al reality The Couple - Una vittoria per due, in onda su Canale 5 con la conduzione di Ilary Blasi.

## Carriera pugilistica

### Giovanili
Irma Testa nel 2012 vince il Campionato italiano juniores nella categoria 50 kg e la medaglia di bronzo al Campionato europeo junior EUBC di Władysławowo in Polonia.
Nel 2013 vince la medaglia d'argento ai campionati dell'Unione europea di Keszthely in Ungheria ed il Campionato Mondiale Giovanile categoria 52 kg Junior, ad Albena in Bulgaria.
Nel 2014 sempre in Bulgaria, a Sofia, vince la medaglia d'argento ai Campionati mondiali di pugilato dilettanti Youth 2014. Nello stesso anno, ad Assisi vince la medaglia d'oro nella categoria 54 kg al European Women's Youth Continental Championships, risultato che le vale la qualificazione per i Giochi olimpici giovanili di Nanchino 2014, dove si aggiudica la medaglia d'argento nella categoria 51 kg.
Nel marzo 2015 vince la Queen's Women's Youth Cup di Stralsund in Germania battendo in finale l'armena Ani Hovsepyan, mentre a maggio conquista la medaglia d'oro al Campionato Mondiale Giovanile Youth di Taiwan bissando il successo del 2013. In entrambe le competizioni, combattute nella categoria 57 kg, riceve il premio di miglior pugile del torneo.
In virtù dei suoi risultati è considerata tra le pugili under 20 più forti del mondo.

### Dilettanti
Sconfiggendo la bulgara Svetlana Staneva nella semifinale del torneo di Samsun, in Turchia, nell'aprile 2016 ottiene la qualificazione alle Olimpiadi di Rio de Janeiro 2016, diventando la prima pugile italiana a disputare i Giochi Olimpici.
Al suo debutto olimpico raggiunge i quarti di finale, venendo sconfitta dalla campionessa mondiale e futura campionessa olimpica dei pesi leggeri Estelle Mossely.
Partecipa ai Campionati dell'Unione europea di Cascia 2017 vincendo la medaglia di bronzo, dopo essere stata sconfitta 5-0 in semifinale dall'irlandese Kellie Anne Harrington. Ai Mondiali di Nuova Delhi 2018 viene eliminata ai sedicesimi di finale dall'inglese Paige Murney.
Nell'agosto 2019 Irma Testa si laurea campionessa europea nella categoria 57 kg (pesi piuma) sconfiggendo nella finale dei campionati continentali, svolti ad Alcobendas, in Spagna, l'inglese Karriss Artingstall con verdetto unanime.
Con la vittoria nel torneo preolimpico di Parigi, la Testa ottiene il pass per le Olimpiadi di Tokyo 2020. In terra nipponica la pugile campana si ferma alle semifinali del torneo, conquistando una storica medaglia di bronzo, la prima di un'atleta italiana ai Giochi.
Il 25 marzo 2023 (dopo aver ottenuto l'argento l'anno precedente a Istanbul) conquista l'oro ai mondiali di Nuova Delhi, sconfiggendo la kazaka Karina Ibragimova.
Alle Olimpiadi di Parigi 2024 viene eliminata al primo incontro, in occasione dei sedicesimi di finale, dalla cinese Xu Zichun.

## Palmarès

### Olimpiadi
- 1 medaglia:
  - 1 bronzo (pesi piuma a Tokyo 2020).

### Mondiali
- 2 medaglie:
  - 1 oro (pesi piuma a Nuova Delhi 2023);
  - 1 argento (pesi piuma a Istanbul 2022).

### Europei
- 2 medaglie:
  - 2 ori (pesi piuma a Alcobendas 2019; pesi piuma a Budua 2022).

### Giochi europei
- 1 medaglia:
  - 1 bronzo (pesi piuma a Cracovia 2023).

### Campionati dell'Unione europea
- 1 medaglia:
  - 1 bronzo (pesi leggeri a Cascia 2017).

### Olimpiadi giovanili
- 1 medaglia:
  - 1 argento (pesi mosca a Nanchino 2014).

## Programmi televisivi
- The Couple - Una vittoria per due (Canale 5, 2025) - concorrente